# Pierre Richer de Belleval

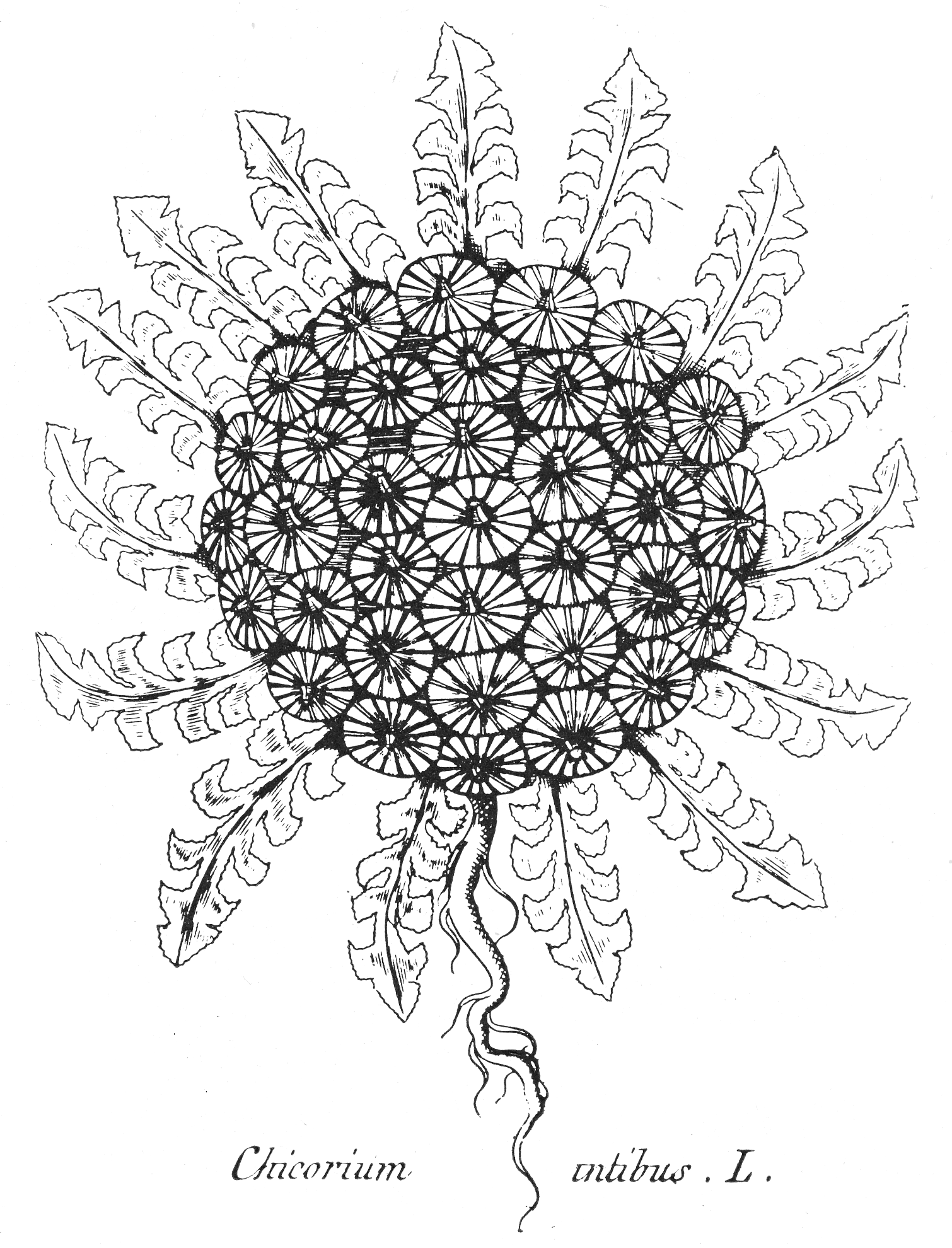
Chicorium Intybus, extracto de Démonstrations élémentaires de botanique de Gilibert (1796).

Pierre Richer de Belleval ( 1564, Châlons-en-Champagne - 17 de noviembre de 1632, Montpellier) fue un médico y botánico francés.

## Biografía
Se fue a asistir a clases de medicina en la Universidad de Montpellier en 1584 y fue alumno de Guillaume Rondelet (1507-1566).
En 1593, Henri IV le confió la creación de un jardín botánico en Montpellier siguiendo el modelo del de Padua creado hacia 1545.
El proyecto de Richer se amplió rápidamente y no se limitó al cultivo de plantas medicinales. Publicó el catálogo Onomatologia in Hirti Montispeti en 1598. Las guerras religiosas que arrasaron la región también destrozaron su jardín durante el asedio a la ciudad en 1622. A la edad de 60 años, Richer de Belleval tuvo que volver a empezar de cero.
Enseñó anatomía y botánica en Montpellier y obtuvo el título de médico del rey bajo Henri IV y Louis XIII. Publicó en 1603 Recherches des plantes du Languedoc, un libro sobre las plantas de la región de Languedoc.

## Obra escrita
Su obra escrita tampoco tuvo mucha suerte. Se había propuesto como proyecto realizar un recopilatorio de la flora de Languedoc. Para ello, hizo grabar alrededor de 500 grabados sobre placas de cobre (y no sobre madera como era habitual en la época) que iban acompañados de un texto descriptivo. Pero murió antes de asegurarse de la edición. Sus herederos no se preocuparon de terminar una obra sin duda costosa.
Joseph Pitton de Tournefort (1656-1708), de visite en Montpellier, terminó por descubrirlas en un granero. Fue finalmente un botánico de Lyon, Jean-Emmanuel Gilibert (1741-1814) quien compró 300 placas (sin duda copias) que encontró en una librería de Montpellier. Se las llevó entonces con él a Polonia. Publicó 282 de los grabados en su obra Démonstrations de botanique de 1796 pero modificando considerablemente el texto de Belleval.
Al volver a Francia, Gilibert, perdió una parte de las placas. Finalmente, un botánico de la región encontró 459 placas originales que hoy en día entán conservadas en el Instituto de botánica de Montpellier. Mucho más tarde, 50 otras placas terminaron por ser descubiertas a su vez.
- La abreviatura «Rich.Bell.» se emplea para indicar a Pierre Richer de Belleval como autoridad en la descripción y clasificación científica de los vegetales.[1]

## Fuente
- Adrien Davy de Virville. 1954. Botánica de tiempos antiguos in Histoire de la botanique en France, SEDES, París.